# 우치다 겐타
우치다 겐타(일본어: 内田 健太, 1989년 10월 2일 ~ )는 일본의 축구 선수이다. 현재 일본 풋볼 리그의 FC 마루야스 오카자키에서 뛰고 있다.

## 구단 경력
그는 2008년부터 2022년까지 J리그의 산프레체 히로시마, 에히메 FC, 시미즈 에스펄스, 카탈레 도야마, 나고야 그램퍼스, 몬테디오 야마가타, 방포레 고후에서 활동하였다.